# Eduard Böhmer (Romanist)
Carl Eduard Böhmer (* 24. Mai 1827 in Stettin; † 5. Februar 1906 in Lichtental bei Baden-Baden) war Romanist und evangelischer Theologe. Seine Forschungsgebiete waren vor allem die italienische Literaturgeschichte (Dante) und das Rätoromanische.

## Leben
Er wurde in Stettin als Sohn des Gymnasiallehrers und Historikers Wilhelm Böhmer (1791–1842) geboren. Seit 1846 studierte er in Halle und Berlin Theologie und Philologie, habilitierte sich 1854 für Theologie in Halle, erhielt dort 1866 eine außerordentliche, 1868 die ordentliche Professur für romanische Philologie und wurde 1872 in gleicher Eigenschaft an die neubegründete Universität zu Straßburg berufen. Seit 1879 emeritiert, lebte er in Wien.
Die erste Publikation Böhmers war der noch ungedruckte Irsetatus de Deo et homine von Baruch Spinoza (Halle 1852), den er in Holland aufgefunden hatte. Auf theologischem Gebiet veröffentlichte er außerdem:
- Über die Apokalypse des Johannes (Halle 1855);
- Das erste Buch der Thora (Halle 1862); eine Ausgabe von
- J. Sleidanus’ Reden an Kaiser u. Reich (Stuttgart 1878, Literarischer Verein)

sowie verschiedenes über die reformatorischen Bewegungen in Spanien, wie: Anfänge reformatorischer Bewegungen in Spanien unter Kaiser Karl V. Aus Orig.-Acten des Inquisitionstribunals zu Toledo dargest. (über den Prozeß der Franziskaner Franzisca Hernandez u. Frai Franzisco Ortiz), (Leipzig 1865) und die Schrift Spanish reformers of two centuries from 1520. Their lives and writings I (Straßburg 1874–83, Band 1 u. 2). Mit Ludwig Giesebrecht gab er 1864–65 die Zeitschrift Domaris heraus.
Als Schriftführer der Deutschen Dante-Gesellschaft gab Böhmer ferner mit Carl Witte die drei ersten Bände des Jahrbuchs derselben heraus (Leipzig 1867–70), die auch Beiträge von ihm enthalten, neben welchen seine Schriften über Dantes Monarchia und De vulgari eloquentia (Halle 1868) zu erwähnen sind.
Noch andere Publikationen sind: Über die provençalische Poesie der Gegenwart (Halle 1870); eine Ausgabe des altfranzösischen Rolandsliedes (Roncesval, das. 1872) und die 1871 von ihm begründete Zeitschrift Romanische Studien, die wertvolle Aufsätze meist geschichtlichen Inhalts von ihm enthält.
Böhmer hat eine von Graziadio Ascoli entwickelte Lautschrift weiterentwickelt, die noch heute als Böhmer-Ascoli in der romanischen Dialektologie breite Anwendung findet. Ihr deutsches Pendant ist die Teuthonista.